# سیارک ۳۵۴۹
سیارک ۳۵۴۹ (به انگلیسی: 3549 Hapke، نامگذاری:1981YH) سه هزار و پانصد و چهل و نهمین سیارک کشف شده‌است که در ۳۰ دسامبر ۱۹۸۱ کشف شد.
قدر مطلق سیارک برابر ۱۲٫۷۰ است.